# Leptothorax luteus
Leptothorax luteus är en myrart som beskrevs av Auguste-Henri Forel 1874. Leptothorax luteus ingår i släktet smalmyror, och familjen myror. Inga underarter finns listade i Catalogue of Life.